# タイムズスクエア・ボール

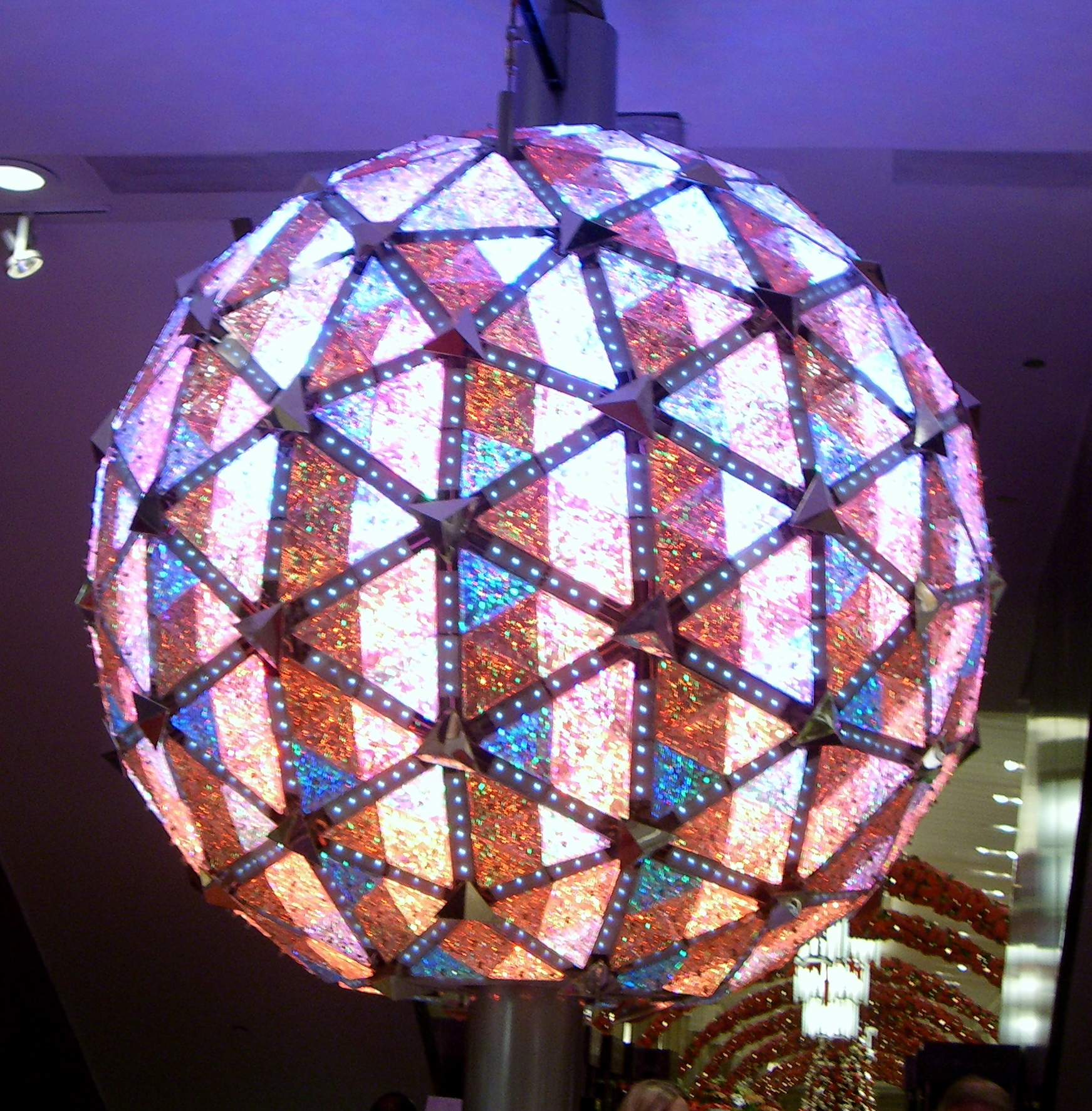
タイムズスクエア・ビジターズセンターのディスプレイ上にて2008年のタイムズスクエア・ボール。2009年からは、このボールより大きいものが使われている。

タイムズスクエア・ボール（Times Square Ball ）は、ニューヨーク市マンハッタン区のワン・タイムズスクエアにあるタイム・ボール（報時球）で、年越しのカウントダウンに使われる。12月31日の午後11時59分、新年を表すために設置された旗竿を77 ft（23 m）落下させる。1907年12月31日の夜に最初に行われて以来、戦時中であった1942年と1943年を除き、毎年行われている。ボールは、100の白熱電球、鉄、木材などでできており、コンピュータ化されたLED照明システムを利用している。ボールの設計は、毎年最新式のものに変わっている。2009年時点で、タイムズスクエア1番地に設置され、メンテナンスの場合のみ取り除かれる。
タイムズスクエア・ボールの落下は、少なくとも10億人が視聴し、100万人が参加する、世界的にもよく知られた新年の祝賀イベントの1つである。また、米国の他の都市で行われている同様のイベントも盛り上げている。

## 歴史
現在のタイムズスクエアでの大晦日の祝賀会は、1904年に始まった。その頃、新聞社ニューヨーク・タイムズが、ロングエーカー・スクエアのタイムズ・スクエア1番地に、新しい本部（当時市で2番目に高い）を建て、スクエアの名称をタイムズ・スクエアに改名するよう市に説得した。改名は、1904年4月8日に行われた。新聞のオーナーであったアドルフ・オクスは、会社の本部の完成を、建物の上で、1903年12月31日の深夜に花火大会をして祝うことを決めた。20万人近くの人が、それまで毎年行われてきたトリニティ教会での祝賀会へ行かず、このイベントに参加した。しかし、オクスは、タイムズスクエアへより多くの人の目を引くため、より大きなイベントを望んでいた。4年間行われた祝賀会の後、新聞社のチーフ電気技師であるウォルター・F・パーマーは、屋根の旗竿から電光がついたタイム・ボール（報時球）を落下させることを計画した。ボールは25 Wの電球100個で照明され、材料は鉄と木、重さ700 lb（320 kg）、直径が5 ft（1.5 m）だった。これが最初に使用されたのは、1908年（1907年12月31日）である。深夜に1秒間で落下した。ニューヨーク・タイムズは後に本社を西43丁目229番地に移転させたが、祝賀会は、毎年タイムズスクエア1番地で行われている。
初代のボールは、1920年に交代となった。2番目のボールは、直径は5 ft（1.5 m）のままで、重さ400 lb（180 kg）、材料は鉄となった。第二次世界大戦中、灯火管制のため、1942年と1943年の大晦日がともに中止となった。この時、参加者らは、タイムズスクエアの至る所に取り付けられたスピーカーからのチャイムの音を聞き、真夜中に黙祷を捧げた。2番目のボールも1955年、直径5 ft（1.5 m）、重さ150 lb（68 kg）、アルミニウム製の3番目のボールと取り替えられた。3番目のボールは、アイ・ラブ・ニューヨークキャンペーンのために、外観からりんごの印象を受ける、赤い電球と緑の軸を使い1981年から1989年まで飾られていた。1989年にもとに戻ったが、1991年に湾岸戦争を記念して、赤と青の新しいボールに替えられた。

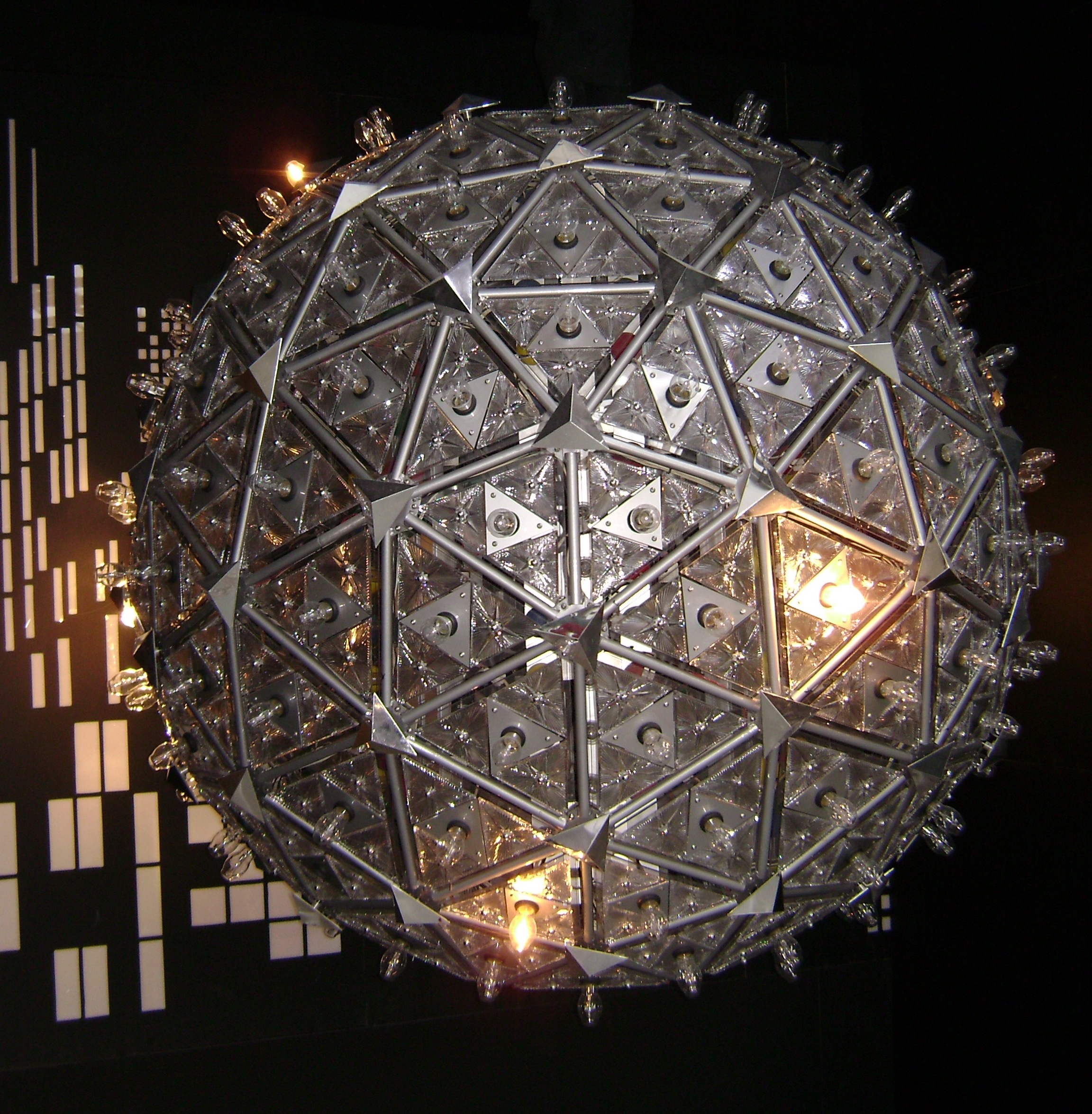
ボールの複製は、アイルランドのウォーターフォード・クリスタル本社で展示されている。

3番目のボールは、ラインストーン、コンピューター化された照明装置のストロボを特色とし、1995年の大晦日のため、同年に改造された。
その後、新世紀の到来のため、新しいボールが用意された。重さ1,070 lb（490 kg）で、直径6 ft（1.8 m）の4番目のボールは、ウォーターフォード・クリスタルでつくられ、504個のクリスタル・トライアングルと、168個のハロゲンランプの内側に432個の電球、赤、青のストロボで、緑、黄色で外部を照らした。トライアングルの多くは、「フェローシップの望み」「学問の望み」「まとまりの望み」「勇気の望み」「治療の望み」「裕福の望み」など、年一回変わるテーマについてのメッセージを記入していた。2001年にはアメリカ同時多発テロ事件で国に支援した組織の名前が彫られた。2007年のニューイヤーズイブの2006年12月31日、発光ダイオードを新しくした。1999年につくられたボールの複製は、アイルランドのウォーターフォード・クリスタル工場で展示されている。
タイム・ボール100周年を記念し、2007年の大晦日のため、5番目のボールがデビューした。直径は6 ft（1.8 m）のままだが、重さは1,212 lb（550  kg）と重くなり、ニューヨーク・シティのライトを焦点にかたくつけられた。点灯パターンがコンピュータ化されたフィリップスのLED照明（1670の色をつくることができる）を使用している。ボールは、10台のトースターと同じ電力しか消費しない、9,567個のエネルギー効率のよい電球を使っている。2008年のボールは、この年のみ使われた。
2009年のニューイヤーズイブには、新しいボールがつくられた。新しいボールは、2008年のボールの設計を活かしながら、その2倍もの大きさを持っていた。最新のボールは、重さ11,875 lb（5,386 kg）、直径12 ft（3.7 m）で、正二十面体のジオデシック・ドーム型のボールである。新しいボールが使用されるため、タイムズスクエアの旗竿は、スクエアからの高さ475 ft（145 m）にもなっており、長くなっている。新しいボールは、一年中スクエアの上に置かれる。
なお 現在のボールは、2024年大晦日を持って引退した。6番目のボールは、2025年8月に開業するOne Times Square Museumで保存予定。7番目のボールは2025年大晦日にお披露目される予定。

### ボール落下の特別ゲスト
新年が明ける1分前（午後11時59分）に、ニューヨーク市長がメインステージ上にあるボール型のボタンを押すことでボールの落下（『ボール・ドロップ』）が始まる（実際には、WWVBセット原子時計で動くコンピューターによってボールが落とされる）。1996年以降では、市長の招待により特別ゲストもボール・ドロップに参加している。1996年以降のゲストは以下の通りである。
- 1996 - 97：オセオラ・マッカーティ[7]
- 1997 - 98：ランディ・フィッシュ、カール・ヴェッター、アリエル・ロドリゲス、ドミニック・ミラー、ダイアナ・シェン[8]
- 1998 - 99：桑蘭[9]
- 1999 - 2000：ドクター・マリー・アン・ホプキンス[10]
- 2000 - 01：モハメド・アリ[11]
- 2001 - 02：ルドルフ・ジュリアーニ
  - 彼のニューヨーク市長としての最後の仕事。年が明け、マイケル・ブルームバーグにバトンタッチした。
- 2002 - 03：クリスとダナ・リーヴ[12]
  - クリスは、ボタンを押すのには不参加。
- 2003 - 04：シンディ・ローパーとショシャナ・ジョンソン[13]
- 2004 - 05：コリン・パウエル[14]
- 2005 - 06：ウィントン・マルサリス[15]
- 2006 - 07：リリアーナ・G・ペレスとオスワルド・サン・アンドレス[16]
- 2007 - 08：Karolina Wierzchowska氏（イラク戦争を経験した郷軍で、ニューヨーク市警察学校の卒業生である。）[17]
- 2008 - 09：クリントン夫妻[18]
- 2009 - 10：アメリカ・ベストハイスクール金メダリストのニューヨーク・シティ・ハイスクールの高校生ら12人[19]。
- 2010 - 11：サルバドール・ジュンタ[20]
- 2011 - 12：レディー・ガガ[21]
  - ボタンを押す約15〜20分前に、『マリー・ザ・ナイト』や『ボーン・ディス・ウェイ』を披露した。
- 2012 - 13：ザ・ロケッツ
- 2013 - 14：ソニア・ソトマイヨール（合衆国最高裁判所の陪席判事）
  - 2013年をもってニューヨーク市長を退任したブルームバーグは当イベントに参加せず、自宅で家族と共に新年を祝った。2014年1月1日にビル・デブラシオが次期市長に就任。
- 2014 - 15：ジェンカルロス・カネーラ並びに国際救済委員会管理の下ニューヨークに移住してきた難民の代表
- 2015 - 16：ヒュー・エヴァンス（オーストラリアの人道家）
- 2016 - 17：潘基文
  - 彼の第8代国際連合事務総長として最後の仕事。年が明け、アントニオ・グテーレスにバトンタッチした。
- 2017 - 18：タラナ・バーク
- 2018 - 19：ジャーナリスト保護委員会の代表
- 2019 - 20：ニューヨーク市の高等学校教師 Jared Fox 氏と Aida Rosenbaum 氏ならびに生徒代表
  - 当教師2人は、第11回スローン賞において科学・数学の教育優秀賞を受賞している。
- 2021 - 22：マイケル・ジェームズ・スコット、メアリー・クレア・キング、ベン・クロフォード
  - これをもってデブラシオがニューヨーク市長を退任。年越し直後に後継者のエリック・アダムスが就任宣誓式を行った。
- 2022 - 23：ゲスト無し（アダムス氏のみが担当）
- 2023 - 24：NJ/NY ゴッサムFC（2023年のナショナル・ウィメンズ・サッカーリーグの王者チーム）
  - チームを代表して、Ali Krieger、Kelley O'Hara、Midge Purceの3名が参加。
- 2024 - 25：ゲスト無し（アダムス氏のみが担当）

### 「イマジン」生演奏アーティスト
2005-06年のイベント以来、ボールが落とされる前に、世界の平和を謳う『イマジン』が演奏される。以前では原曲アーティストであるジョン・レノンによるレコーディングが流されていたが、2010-11年のイベントからは生演奏となっている。
- 2010 - 11：タイオ・クルーズ
- 2011 - 12：シーロー・グリーン
  - 宗教に関する歌詞 "(Nothing to kill or die for) and no religion, too" を "...and all religion's true" に変えて歌ったために賛否両論を受けた[22]。
- 2012 - 13：トレイン[23]
- 2013 - 14：メリッサ・エサーリッジ[24]
- 2014 - 15：オブ・ア・レボリューション
- 2015 - 16：ジェシー・J
- 2016 - 17：レイチェル・プラッテン
- 2017 - 18：アンディ・グラマー
- 2018 - 19：ビービー・レクサ
- 2019 - 20：X・アンバサダーズ
- 2020 - 21：アンドラ・デイ
- 2021 - 22：KTタンストール[25]
- 2022 - 23：チェルシー・カトラー
- 2023 - 24：ポール・アンカ
- 2024 - 25：ミッキー・ガイトン

## 深夜の天気
アメリカ合衆国国立気象局の記録によると、ボール・ドロップが始まった1907年以来、イベント中のニューヨーク市（セントラル・パーク付近で計測）の平均気温は34℉（1℃）となっている。これまでのイベントの中で最高気温を記録したのは、1965～66年と1972～73年の58℉（14℃）だった。逆に最低気温を記録したのは1917～18年で、気温は1℉（-17℃)、体感温度は -18℉（-28℃）だった。他にも、北アメリカ大陸全体の寒波の影響により、2017～18年では記録上2番目に寒い9℉（-13℃）、体感温度は -4℉（-20℃) となっていた。
これまでのイベント中に雪が降ったのは7回で、最古は1926～27年、最近では2009～10年に発生した。雨もしくは霧雨もこれまでに17回も発生しており、最古では1918～19年、最近では2022～23年に発生していた。なお、大晦日の一日あたりの降水量と降雪量の記録は、どちらも1948年に樹立されたもので、降水量は1.40インチ（36mm）で、積雪量は4.0インチ（10cm）だった。

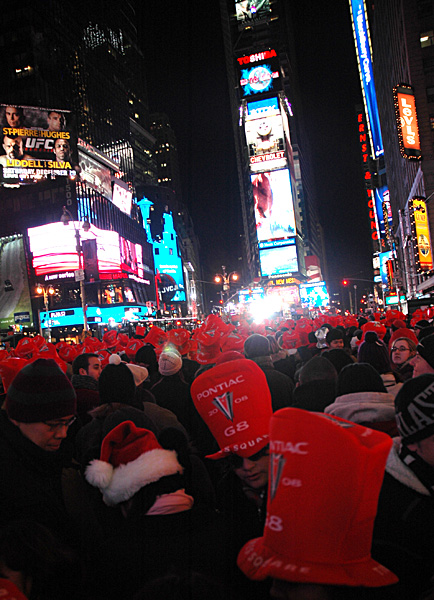
2007年12月31日、タイムズスクエアにて。ボールの落下を待つ、100万人の群衆。

## 群衆の整理
毎年カウントダウンには、100万人もの人々が詰めかける。ニューヨーク市警察（NYPD）は、押したり、なだれを打って走ったりしないよう、群衆を厳重に整理している。警察は、タイムズスクエアを一般に「ペン」と呼ばれるエリアに分割し、人々が広場に集まり次第、ペンへ誘導される。ペンは43丁目あたりから始まり、人でいっぱいになるとそのペンを閉じて、最終的にセントラルパークの方まで道を北上していく。ペンから出ることもできるが、その後再び入ることはできない。
さらに、タイムズスクエアへのアクセスは、祝賀会の間、制限されている。タイムズスクエア付近のホテルに泊まる客でも、エリア内に立ち入るには、本当に客であることを警察に証明しなければならない。アルコール飲料は許されず、公衆トイレもない。